# Argiope keyserlingi
Espèce
Argiope keyserlingi est une espèce d'araignées aranéomorphes de la famille des Araneidae.

## Distribution
Cette espèce est endémique d'Australie. Elle se rencontre sur la côte orientale de la Nouvelle-Galles du Sud centrale jusqu'au sud du Queensland et sur l'île Lord Howe.
On rencontre également cette espèce dans l’état du Kerala, en Inde[réf. nécessaire].

## Habitat
Elle est souvent trouvée en larges populations dans les parcs et jardins, et plus particulièrement dans les feuilles de Lomandra longifolia.

## Description

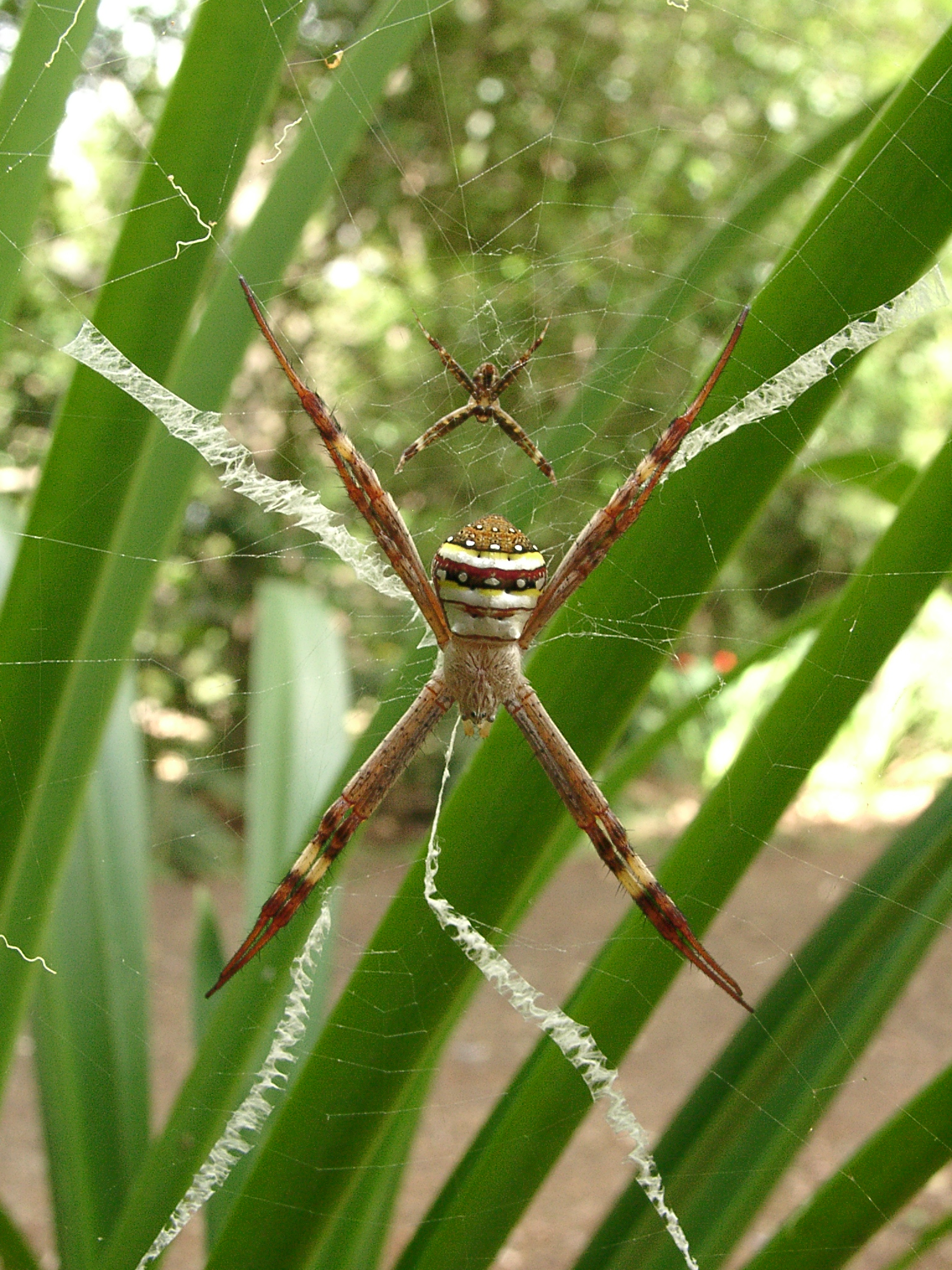
Argiope keyserlingi ♀ & ♂

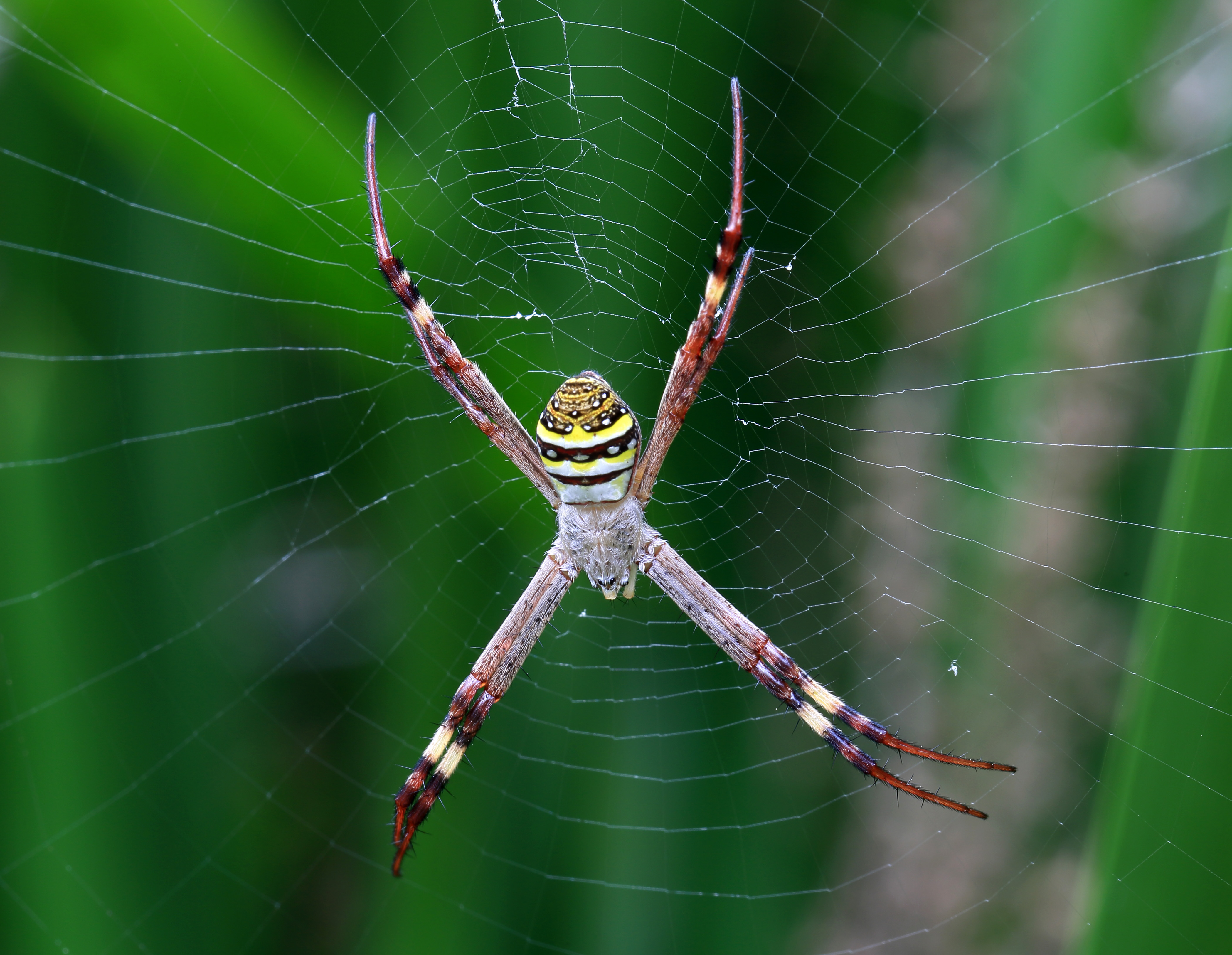
Argiope keyserlingi ♀ de Sydney.

Cette espèce ressemble à sa voisine Argiope aetherea. Le dimorphisme sexuel est important, la femelle étant beaucoup plus grande que le mâle.
Les femelles mesurent de 9 à 16 mm.

## Étymologie
Cette espèce est nommée en l'honneur d'Eugen von Keyserling.

## Publication originale
- Karsch, 1878 : Exotisch-araneologisches. 2 Zeitschrift für die gesammten Naturwissenschaften, vol. 51, p. 771-826.